# Jag kommer hem igen till jul
Jag kommer hem igen till jul är ett julalbum av Peter Jöback, utgivet den 18 november 2002, med såväl äldre som nyskrivna julsånger. På albumlistorna toppade det i Sverige under sent 2002. Under sent 2003 återinträdde albumet på listorna, och placerade sig på fjärde plats i Norge medan det återigen toppade i Sverige.
Albumet sålde i över 600 000 exemplar. I samband med 10-årsjbuiléet år 2012 återugavs albumet.

## Inspelning
Albumet spelades in i augusti 2002 på Rommarö under sensommarhetta. Utomhus rådde + 30 °C. Inuti studion tändes ljus för att skapa julstämning. Mellan inspelningarna gick Peter Jöback och musikerna ut och hoppade ner i vattnet för att bada.

## Låtlista
1. Intro, Här är vi med julens kransar (Deck the Hall with Boughs of Holly)
2. Viskar en bön
3. Ave Maria
4. Jag kommer hem igen till jul
5. Jul, jul, strålande jul
6. Gläns över sjö och strand
7. Snön föll
8. Decembernatt (Halleluja)
9. Guds frid i gode vise män (God Rest Ye Merry, Gentlemen)
10. Marias sång
11. O helga natt (Cantique de noël)
12. Jag tror på dig
13. Stilla natt (Stille Nacht, heilige Nacht)
14. Varmt igen

## Medverkande
- Peter Jöback - sång
- Lars Halapi - gitarr, vibrafon, klockspel, omnichord med mera
- Peter Korhonen - trummor
- Robert Qwarforth - piano
- Thomas Axelsson - bas

## Listplaceringar
| Lista (2002-2005, 2012-2014) | Topplacering |
| ---------------------------- | ------------ |
| Norge                        | 4            |
| Sverige                      | 1            |